# 캘런 차이스루크 시프소프

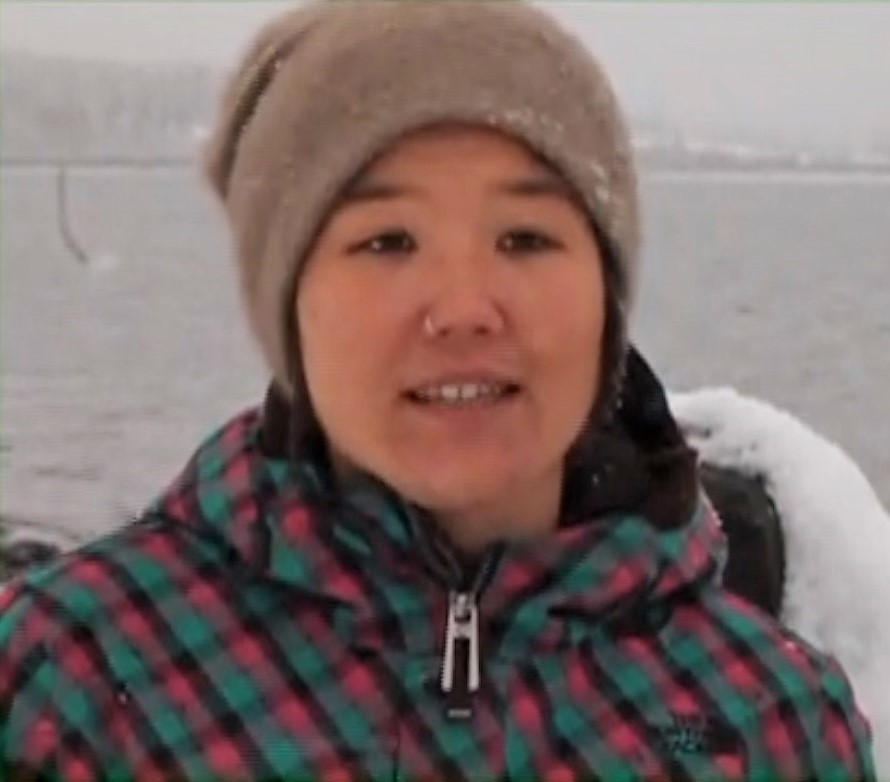

캘런 치슬룩시프소프(Callan Chythlook-Sifsof, 1989년 2월 14일 ~ )는 2005년부터 스노보드 크로스에서 경쟁해 온 미국의 스노보더이다. 2006년 그녀는 첫 Winter X Games 대회에 초청되어 2011년 은메달을 획득했다. 유픽족 출신으로, 앵커리지에서 태어났다.

## 생애
그녀는 2007년 아이다호주 타마락에서 열린 미국 내셔널 챔피언십에서 우승했다. 2008년 그녀는 Sun Valley에서 열린 The Mountain World 스노보드 시리즈의 Jeep King에서 우승했다. 그녀의 월드컵 최고 성적은 2006년 일본 후라노에서 2위, 2011년 스위스 아로사에서 2위였다.
2010년 1월 26일 Chythlook-Sifsof가 2010년 동계 올림픽 팀을 만들었다고 발표되었다.
2014년 2월, 러시아 소치에서 열린 2014년 동계 올림픽 기간 동안 그녀 는 동성애자임을 공개적으로 밝히면서 러시아의 동성애 반대법 에 대한 지속적인 올림픽 시위를 지지한다고 말했다. "앞으로 나서서 편협한 사람이 되는 것이 옳지 않다는 것을 세상에 보여주는 것이 중요하다."